# Emeraldhoningzuiger
De emeraldhoningzuiger (Nectarinia famosa) is een zangvogel uit de familie Nectariniidae (honingzuigers).

## Kenmerken
De vogel heeft een lengte van 15-17 centimeter. Het mannetje heeft een groene kleur en de rug is goudglanzend. De borst is geel. De zwarte staart en vleugelveren zijn met groene banden gezoomd. De ogen zijn bruin, de snavel en poten zwart. De pop is bruiner. De buikzijde is witachtig geel.

## Voortplanting
Het vrouwtje legt twee grijsrood gevlekte grauwe eieren.

## Verspreiding en leefgebied
Deze soort telt twee ondersoorten:
- Nectarinia famosa cupreonitens: van Eritrea en Ethiopië tot oostelijk Zambia, noordelijk Malawi en noordelijk Mozambique.
- Nectarinia famosa famosa: oostelijk Zimbabwe, westelijk Mozambique en Zuid-Afrika.